# Aechmea bicolor
Espèce
Classification phylogénétique
Aechmea bicolor est une espèce de plantes de la famille des Bromeliaceae, endémique de l'État de Santa Catarina au sud du Brésil.